# Magné (Deux-Sèvres)
Magné è un comune francese di 2 943 abitanti situato nel dipartimento delle Deux-Sèvres nella regione della Nuova Aquitania.

## Società

### Evoluzione demografica
Abitanti censiti